# Peinture à haute tension
 (février 2025).
Si vous disposez d'ouvrages ou d'articles de référence ou si vous connaissez des sites web de qualité traitant du thème abordé ici, merci de compléter l'article en donnant les références utiles à sa vérifiabilité et en les liant à la section « Notes et références ».
Peinture à haute tension est un tableau réalisé par le peintre français Martial Raysse en 1965. Le portrait en buste d'une jeune femme aux cheveux noirs devant un fond bleu foncé, l'œuvre est exécutée sur toile à partir d'une photographie, d'encre, de peinture fluorescente, de poudre de flocage et d'un néon allumé dont la forme épouse le contour des lèvres entrouvertes du sujet. Elle est conservée au Stedelijk Museum Amsterdam, à Amsterdam, aux Pays-Bas. Dès la fin des années 1960, elle est copiée par l'artiste américaine Elaine Sturtevant dans le cadre de sa démarche appropriationniste.